# Kasteel Santa Maria

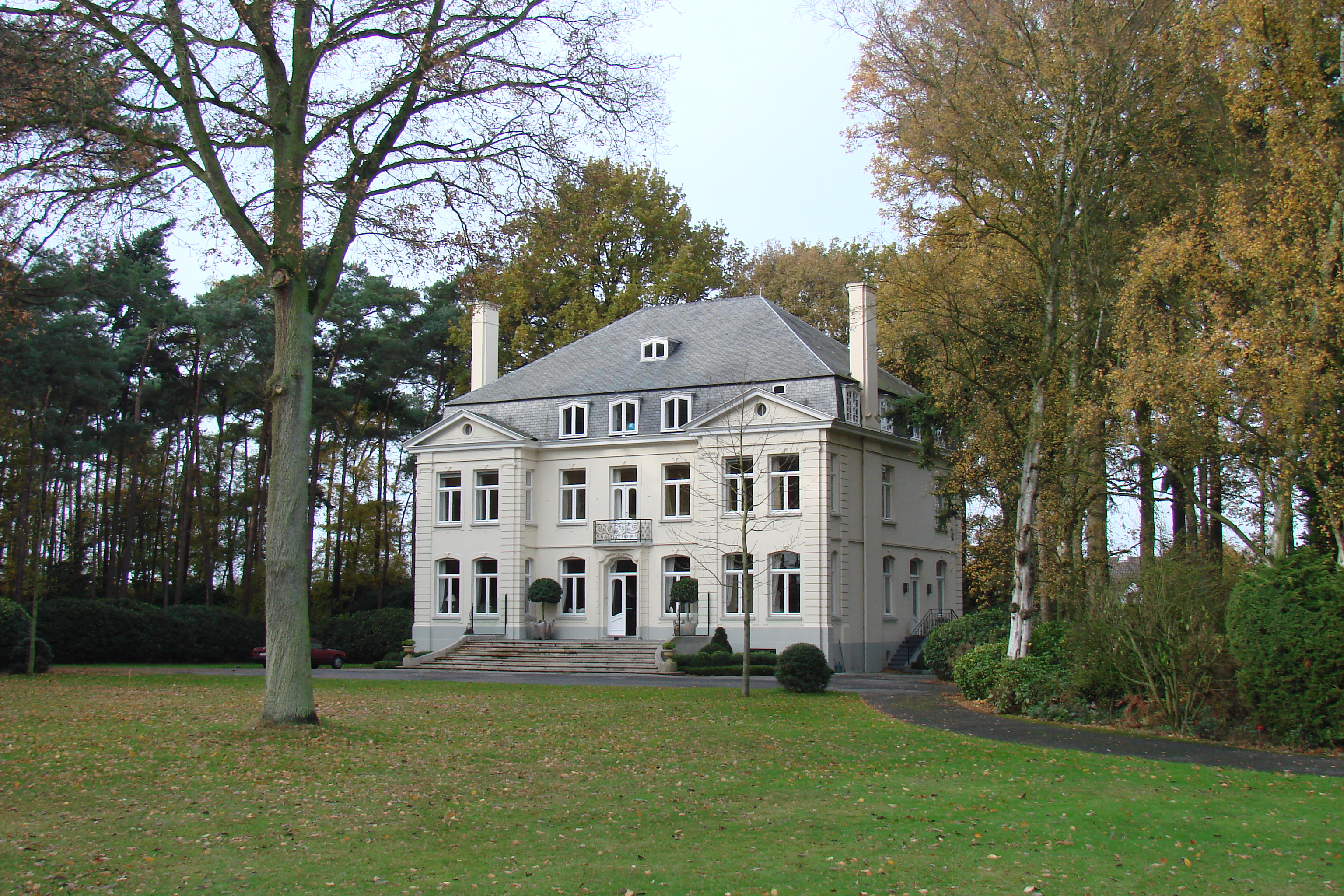
kasteel Santa Maria

Het kasteel Santa Maria is een kasteel in de Belgische plaats Varsenare (provincie West-Vlaanderen).

## Vroege geschiedenis
Het kasteel Santa Maria werd gebouwd in 1938 en voltooid in 1940. Het werd gebouwd door de baron Jaques de Crombrugghe de Looringhe en zijn vrouw jonkvrouw Marie-Louise van Caloen de Basseghem. De baron was rechter van 1e aanleg te Brugge en was afkomstig van Ichtegem. Hij bouwde het kasteel omdat hij een zomerverblijf wilde dicht bij Brugge. Zijn vrouw was de dochter van de landheer van het kasteel “Ter Straeten” dat in de jaren 70 afgebroken werd en een moderne villa werd . Nu kennen we het vooral van het sportcomplex die op de voorste landerijen van het oorspronkelijke kasteel. De naamgeving komt van het schip de 'Santa Maria' waarmee Christoffel Columbus Amerika ontdekte. De vormgeving van het gebouw is gebaseerd op een reeds bestaand kasteel van de familie: het kasteel van Wippelgem.

## De Tweede Wereldoorlog
Tijdens de Tweede Wereldoorlog waren de Duitsers gevestigd in het kasteel “De Blauwe Torre” (nu de witte paters in de Manlaan), waarin de familie “De Man” resideerde, en het kasteel “De Boeverie”. Ook in het kasteel Santa Maria namen de Duitsers de onderste verdiepingen in beslag en hadden ze nauw contact met de commandopost in de Blauwe Torre en de residenties in de Boeverie.

## Huidige situatie
Na de Tweede Wereldoorlog ging het kasteel van erfgenaam naar erfgenaam tot het in 2004 verkocht werd aan de familie Slabinck. Zij lieten naast het kasteel een zogenaamde koetsierswoning optrekken in de stijl van het kasteel. Dit bijgebouw heeft echter een ontspannende functie en heeft geen economische waarde.